# عقيلة راتب
عقيلة راتب (22 مارس 1916 - 22 فبراير 1999)، مغنية وممثلة مصرية.

## عن حياتها
ولدت في القاهرة. تخرجت من مدرسة التوفيق القبطية. اشتهرت في بدايتها بصوتها الجميل والذي قدمته من خلال فرقتي علي الكسار وعزيز عيد الغنائيتين المسرحيتين في القاهرة.
كان أبوها رئيساً لقسم الترجمة بوزارة الخارجية بدأت حياتها الفنية في الثلاثينيات عملت ممثلة في المسرح في فرقة علي الكسار هي وزوجها المطرب حامد مرسي اختارت لنفسها اسم عقيله راتب بعد أن رفض الأب عملها في السينما حيث أن راتب هو أخوها، عملت في أوبريت هدى، كبطولة وغنت فيه، واختارها زكي عكاشة لتكون بطلة فرقته المسرحية في العديد من الأعمال منها مطرب العواطف، حلمك يا شيخ علام، الزوجة آخر من تعلم، خلف البنات، جمعية كل وأشكر، نالت العديد من الجوائز عن أفلام مثل، لا تطفئ الشمس، فقدت البصر في أواخر حياتها بسبب المياه على عينها من أشهر أعمالها في التلفزيون عادات وتقاليد، نجحت في أدوار السيدة التي تعيش في الأحياء الشعبية أكثر من البنت الأرستقراطية وفي البطولات لم تكن نجمة شباك تجذب المتفرج، لكن يمكن الوقوف عند أدوارها في زقاق المدق، حب ودموع، ودور الزوجة في القاهرة 30. قدمت ما يزيد عن 60 فيلما في السينما المصرية، منها «عيون سهرانة»، «بواب العمارة»، «غدا يعود الحب»، «دعوة للحياة»، «الفرسان الثلاثة»، وكان آخر أفلامها الفاتنة والصعاليك العام 1976 من إخراج حسين عمارة. كما قدمت عددا من الأعمال المسرحية منها «مصير الحي يتلاقى» و«الزوجة آخر من يعلم» ومن أشهرها «هدى» و«جوازة بمليون جنيه» و«ملكة الغابة».

## أعمالها

### الأفلام
- 1936: اليد السوداء
- 1937: سر الدكتور إبراهيم
- 1939: خلف الحبايب
- 1940: قلب المرأة
- 1941: ألف ليلة وليلة
- 1941: الفرسان الثلاثة
- 1942: محطة الأنس
- 1943: قضية اليوم
- 1944: سيف الجلاد
- 1945: السوق السوداء
- 1945: الحياة كفاح
- 1946: دايما في قلبي
- 1946: أنا وابن عمي
- 1946: الغيرة
- 1946: أرض النيل
- 1947: غروب
- 1947: عروسة البحر
- 1947: عدو المجتمع
- 1947: الجولة الأخيرة
- 1947: التضحية الكبرى
- 1948: طلاق سعاد هانم
- 1948: خلود
- 1950: المظلومة
- 1951: من غير وداع
- 1953: الحب المكروه
- 1954: شرف البنت
- 1954: المال والبنون
- 1955: حب ودموع
- 1955: أيام وليالي
- 1956: عيون سهرانة
- 1958: غريبة
- 1961: لا تطفئ الشمس
- 1963: عائلة زيزي
- 1963: زقاق المدق
- 1965: ليلة الزفاف
- 1966: القاهرة 30
- 1968: كيف تسرق مليونير
- 1968: القضية 68
- 1969: من أجل حفنة أولاد
- 1969: أكاذيب حواء
- 1970: شقة مفروشة
- 1970: السراب
- 1971: غدا يعود الحب
- 1972: دعوة للحياة
- 1974: الفاتنة والصعلوك
- 1975: بابا آخر من يعلم
- 1975: احترسي من الرجال يا ماما
- 1977: حلوة يا دنيا الحب
- 1978: وداعا للعذاب
- 1978: مكالمة بعد منتصف الليل
- 1978: المرأة الأخرى
- 1978: البعض يذهب للمأذون مرتين
- 1978: احترس نحن المجانين
- 1979: إسكندرية ليه
- 1979: إحنا بتوع الأتوبيس
- 1980: الحب وحده لا يكفي
- 1982: الحل اسمه نظيرة
- 1983: ولا من شاف ولا من دري
- 1987: المنحوس

### المسلسلات
- 1968: نوادر جحا المصري
- 1969: الانتقام
- 1971: رزق العيال
- 1972: عادات وتقاليد
- 1972: القاهرة والناس
- 1972: الخماسين
- 1978: ريش على مفيش
- 1978: إني خائفة
- 1982: النديم

### المسرحيات
- 1957: جوزي كداب
- 1957: الكورة مع بلبل
- 1958: عايز أحب
- 1961: يا الدفع يا الحبس
- 1963: مطرب العواطف
- 1964: الزوج العاشر
- 1965: حلمك يا سي علام
- 1966: الزوجة آخر من يعلم
- 1967: البيجامة الحمراء
- 1970: جمعية كل وأشكر
- 1974: جوازة بمليون جنية
- 1977: مولود في الوقت الضائع

### المسلسلات الإذاعية
- 1980: عفوا ممنوع الانتقام
- 1981: على باب الوزير

## وفاتها
توفيت عقيلة راتب في 22 فبراير العام 1999. ونالت في حياتها مجموعة من الأوسمة والجوائز من قبل الملك فاروق والرئيسين جمال عبد الناصر وأنور السادات.

## روابط خارجية
- عقيلة راتب على موقع IMDb (الإنجليزية)
- عقيلة راتب على موقع الدهليز
- عقيلة راتب على موقع قاعدة بيانات الأفلام العربية
- عقيلة راتب على موقع قاعدة بيانات الفيلم (الإنجليزية)